# Sven Hermann

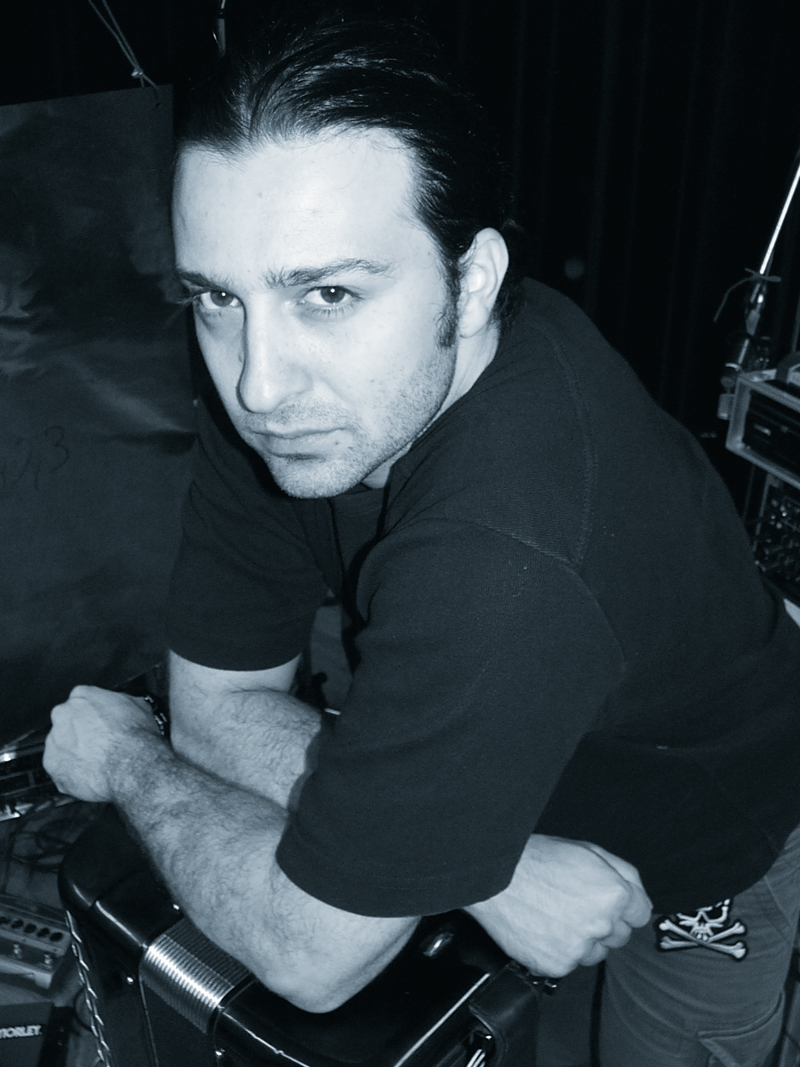
Sven Hermann

Sven Hermann (* 1974 in Bühl) ist ein deutscher Akkordeonist und Komponist.

## Leben und Schaffen
Hermann erhielt Akkordeonunterricht bei Teodoro Anzellotti und Alois Müller in Süddeutschland, bevor er an die Essener Folkwang Hochschule wechselte, um dort von 1995 bis 1999 Akkordeon bei Mie Miki-Schenck und 1997–2001 Komposition bei Nicolaus A. Huber zu studieren. Er schloss sein Studium an der Hochschule mit Diplom ab.
2000 gründete er Interzone perceptible zusammen mit dem E-Bassisten Matthias Hettmer, mit dem er auch 2002 künstlerischer Leiter von kopfHörer/experimentelle musik elektrovisuell in Bühl/Baden 2002/2003 war. Seine pädagogische Arbeit umfasst nicht nur Instrumentalunterricht, in seinem Lehrauftrag „Arbeit mit elektroakustischen Medien und Live-Elektronik“ an der Universität Dortmund 2002–2003 verband er Kammermusik mit Gruppenkomposition und den Umgang mit elektroakustischen Erzeugern.
Seine Kompositionen werden im In- und Ausland aufgeführt.
Als Akkordeonist tritt er weltweit solistisch mit Interzone perceptible und in Ensembles und Orchestern auf. So arbeitete er zusammen mit dem Ensemble Musikfabrik NRW, dem Ensemble Modern Frankfurt, dem Ensemble Varianti Stuttgart, den „Neuen Vokalsolisten Stuttgart“, dem Ensemble „Giraffe bleue“ Baden/Schweiz, dem Schlagquartett Köln und dem WDR-Sinfonieorchester zusammen.
Auftritte führten ihn in die Kölner Philharmonie und auf bedeutende Plattformen der Neue Musik, darunter die Wittener Tage für Neue Kammermusik, die Internationalen Ferienkurse für Neue Musik in Darmstadt, das Eclat-Festival in Stuttgart, die Donaueschinger Musiktage, das Festival Neue Musik Rümlingen/Schweiz und das Mönchengladbach-Festival Ensemblia.
Seine Solo-Konzerttätigkeit führte ihn bis in die USA, wo er mit der Performance-Formation "Jack the dog" (Chicago) Aufführungen hatte. Im Zeitraum 1999–2000 war er als Solist bei Musiktheater-Projekten mit Daniel Ott in Biel, Zürich und Rümlingen in der Schweiz, in Bielefeld, und auf der EXPO 2000 in Hannover (Schweizer Pavillon von Peter Zumthor) beschäftigt.
Hermann lebt mit seiner Ehefrau und seiner Tochter in Gladbeck.

## Auszeichnungen
1997 gewann er als Akkordeonist den Köhler-Osbahr-Wettbewerb Duisburg. Er wurde 2000 mit der Interpretation des Werkes „Augenbildermusik“ von Martin Schüttler für das Fünfte Nachwuchsforum der Gesellschaft für Neue Musik Köln und dem Ensemble Modern ausgewählt.
Er war 2001 mit der Komposition "ILI XV" für E-Bass solo, gespielt von Matthias Hettmer beim Sechsten Nachwuchsforum der Gesellschaft für Neue Musik Köln und dem Ensemble Modern vertreten.

## Werke (Auswahl)

### Solo-Stücke
- Blick II, Akkordeon solo (1996)
- ZorrNick, Klarinette solo (1996)
- die Brücke, für einen sprechenden Flötisten (Text: "Die Brücke" von Franz Kafka) (1996, UA Vermont, Illinois/USA 1998; Camilla Hoitenga)
- Arboreszenz 1/Organ1 [f(Kekrops)], für Klavier
- Monorail, für einen E-Bow spielenden Pianisten wird simultan aufgeführt mit one9 von John Cage (zeitlich gefaltete Einrichtung für Akkordeon von Sven Hermann und cengs'vo'jaemraeh (2003), UA Seoul/Korea 2003; Chang-soo Park)

### Solo-Stücke mit Zuspielung
- GÄA, für Akkordeon und CD-Zuspielung (1994, UA Bühl/Baden 1995; Sven Hermann)
- THA-CHOOOM!, Viola da Gamba solo und Zuspielung mit Comics (1998, UA Essen 1999; Anne Krickeberg)
- cengs'vo'jaemraeh, akustisch verstärkter E-Bass, CD-Player (bzw. 2 E-Bassisten) wird simultan aufgeführt mit one9 von John Cage (zeitlich gefaltete Einrichtung für Akkordeon von Sven Hermann) (2002, UA Berlin 2002; Matthias Hettmer)
- Mesostichon I (Traum April 03), für eine(n) singenden Pianisten/in und CD-Zuspielung (2003, UA Berlin 2004; Tobias Reiser, Asja Khojojan)

### 2 Spieler
- Adams-Fragmente: Babelfisch + totaler Durchblicksstrudel, Sopran, Akkordeon (1994–96, UA Bühl/Baden 1996; Eva Hartmann, Sven Hermann)
- Ausdehnung, Sopran-Saxophon, Akkordeon (1996)
- wi[e:]dersprüche, Sprecher und Akkordeon (Text: Michael Friedrich) (1997, UA Bühl/Baden 1998; Michael Friedrich, Sven Hermann)
- ZorrNick II, Akkordeon und Bassklarinette (1997, UA Luxembourg 1998; Marcel Lallemang, Maurizio Spiridigliozzi)
- ILI, flexibles Ensemble (ein- bis sechzehnköpfig) (1999)(zur Auswahl steht eine beliebige Duo-Kombination aus allen alle ILI-Kompositionen, siehe hierzu unter "Solostücke")
- ILI (komprimiert), für Interzone perceptible (2001, UA Milwaukee/USA 2001; Interzone perceptible)
- Mesostichon I (Traum April 03), für hohe Frauenstimme, Melodieinstrument und CD-Zuspielung (2003, UA Berlin 2004; Tobias Reiser, Asja Khojojan)

### 3 Spieler
- Fluss II, 3 Akkordeons (1998)[2]
- ILI, flexibles Ensemble (ein- bis sechzehnköpfig) (1999) (zur Auswahl steht eine beliebige Trio-Kombination aus allen alle ILI-Kompositionen, siehe hierzu unter "Solostücke")

### 4 Spieler
- Collage Faith No More, 2 beliebige Melodiestimmen, Akkordeon und tiefen Streicher [1995]
- Fluss, Streichquartett (1996, UA Duisburg 1996)
- verwellenteilt, 4 Schlagzeuger (1998, UA Essen 1999; Jochen Brüse, Carsten Langer u. a.)
- sprachlos, Streichquartett und Elektronik (Musik zum gleichnamigen Stück für drei Tänzer von Felix Bürkle) (2000–2001, UA Essen 2001; ANNEX String Quartet London)
- ILI, flexibles Ensemble (ein- bis sechzehnköpfig) (1999) (zur Auswahl steht eine beliebige Quartett-Kombination aus allen alle ILI-Kompositionen, siehe hierzu unter „Solostücke“) Ensemble
- INNER CORE, szenische Musik für elektrifiziertes Ensemble und Zuspielung (voice, Sop-Sax, Akk, E-Bass, Perc) (1998–2000)

### Video-Klanginstallationen/Soundscapes
- Splitterbruch ← SUPPORT, (mit Matthias Hettmer) (2000, UA Bühl/Baden 2000) 8-Kanal-Klanginstallation
- voyage, (mit Matthias Hettmer) (2001, UA Berlin 2001) formal soundscape
- Jeffrey and the sirens, (mit Matthias Hettmer) (2001, UA Berlin 2001) Soundscape Musique en tapisserie
- Holstenwall, (mit Matthias Hettmer) (2002, UA Amsterdam 2002) VideoKlanginstallation für 4 Random-CD-Player mit Kamera
- prélude, (mit Matthias Hettmer) (2002, UA Bühl/Baden 2002) VideoKlanginstallation für 4 Random-CD-Player und einer fünfsekündigen geloopten Filmsequenz
- SyncModus, (mit Matthias Hettmer) (2003, UA Berlin 2003) Soundscape Musique en tapisserie
- prèsogtaliyc, (mit Matthias Hettmer) (2004, UA Essen 2004) Soundscape Musique en tapisserie

### Film
- Jeff Kowalkowski’s cut up or shut up, Video-Version von Interzone perceptible, 2001, UA Bühl/Baden 2002

### Aufnahmen
Donaueschinger Musiktage 1999
EÖTVÖS o HILARIO o MOCHIZUKI o PRUDENCIO o TABORDA
World Premiere Recordings
col legno WWE 20075 2CDs [135.30]
Hilario, Alan (* 1967)
Early 70’s, three scenes in Brooklyn Street, Cubao (1999)
for solo accordeon, small ensemble and silent cinefilm
Sven Hermann, accordeon
(Ensemble) VARIANTI o Manfred Schreier, director